# Кия и героите от Кимоджа
„Кия и героите от Кимоджа“ (на английски: Kiya & the Kimoja Heroes) е компютърно анимиран сериал, създаден от Кели Дилън, Марк Дей и Робърт Варгас и дебютира по Disney Junior на 22 март 2023 г. Сериалът е копродуциран от Triggerfish Animation Studios, Frog Box Productions, Hasbro Entertainment (преди е продуциран от Entertainment One) и TeamTO, с подкрепата на France Télévisions и Disney Junior.

## В България
В България сериалът започва излъчване по локалната версия на Disney Junior на 4 септември 2023 г. с български дублаж, записан в студио „Александра Аудио“. Дублажът е нахсинхронен в студио „Александра Аудио“ и в него участва Ева Ралякова, която озвучава Мотси.